# Oswald Glasauer
Oswald Glasauer (* 31. Dezember 1882 in Wien; † 23. November 1969 ebenda, bestattet in Ober St. Veit am 2. Dezember 1969) war Doktor der Rechte, Hof- und Gerichtsadvokat, Hausbesitzer sowie Mitglied des Gemeinderates der Stadt Wien.

## Laufbahn
Oswald Glasauer war Rechtsanwalt und Hausbesitzer situiert in Hietzing im 13. Bezirk in Wien. Er kandidierte für die Christlichsoziale Partei im 13. Bezirk für den 1. Wahlkörper. Von 1915 bis 1918 war er Mitglied des Gemeinderates der Stadt Wien. Nach dem Ersten Weltkrieg gehörte er vom 3. Dezember 1918 bis 22. Mai 1919 dem Provisorischen Gemeinderat an und kandidierte erneut auf kommunaler Ebene. Er war vom 22. Mai 1919 bis 10. November 1920 Mitglied des Gemeinderates der Stadt Wien. Vom 10. November 1920 bis 13. November 1923 Abgeordneter zum Wiener Landtag und Mitglied des Gemeinderates der Stadt Wien.
1930 eröffnete er das Strandbad Schellensee.